# Pseudophorellia maculata
Pseudophorellia maculata är en tvåvingeart som beskrevs av Lima 1934. Pseudophorellia maculata ingår i släktet Pseudophorellia och familjen borrflugor. Inga underarter finns listade i Catalogue of Life.